# Meistriliiga de 2014
Meistriliiga de 2014 (conhecido como A. Le Coq Premium Liiga, por motivos de patrocínio) foi a 24.ª edição da Meistriliiga. A competição teve início em 2 de março, e teve como o campeão a equipe do FC Levadia Tallinn.

## Equipes
| Equipe          | Localização | Estádio             | Capacidade |
| --------------- | ----------- | ------------------- | ---------- |
| Flora           | Tallinn     | A. Le Coq Arena     | 9.692      |
| Infonet         | Tallinn     | Sportland Arena     | 540        |
| Levadia Tallinn | Tallinn     | Kadriorg Stadium    | 5.000      |
| Jõhvi Lokomotiv | Jõhvi       | Jõhvi linnastaadion | 60         |
| Narva Trans     | Narva       | Kreenholmi Stadium  | 1.065      |
| Nõmme Kalju     | Tallinn     | Kadriorg Stadium    | 5.000      |
| Paide           | Paide       | ÜG Stadium          | 268        |
| Sillamäe Kalev  | Sillamäe    | Kalevi Stadium      | 800        |
| Tallinna Kalev  | Tallinn     | Kalevi Keskstaadion | 11.500     |
| Tammeka         | Tartu       | Tamme Stadium       | 1.750      |

## Classificação geral
| Meistriliiga de 2014 | Meistriliiga de 2014 | Meistriliiga de 2014 | Meistriliiga de 2014 | Meistriliiga de 2014 | Meistriliiga de 2014 | Meistriliiga de 2014 | Meistriliiga de 2014 | Meistriliiga de 2014 | Meistriliiga de 2014 | Meistriliiga de 2014 | Meistriliiga de 2014                              |
| Pos                  | Equipes              | Pts                  | J                    | V                    | E                    | D                    | GM                   | GS                   | SG                   | %                    | Classificação ou rebaixamento                     |
| -------------------- | -------------------- | -------------------- | -------------------- | -------------------- | -------------------- | -------------------- | -------------------- | -------------------- | -------------------- | -------------------- | ------------------------------------------------- |
| 1                    | Levadia Tallinn      | 84                   | 36                   | 26                   | 6                    | 4                    | 112                  | 19                   | 93                   | 77,8                 | Play-offs da Liga dos Campeões da UEFA de 2015–16 |
| 2                    | Sillamäe Kalev       | 79                   | 36                   | 25                   | 4                    | 7                    | 108                  | 34                   | 74                   | 73,1                 | Play-offs da Liga Europa da UEFA de 2015–16       |
| 3                    | Flora                | 79                   | 36                   | 24                   | 7                    | 5                    | 88                   | 36                   | 52                   | 73,1                 | Play-offs da Liga Europa da UEFA de 2015–16       |
| 4                    | Nõmme Kalju          | 78                   | 36                   | 24                   | 6                    | 6                    | 85                   | 19                   | 66                   | 72,2                 | Play-offs da Liga Europa da UEFA de 2015–16       |
| 5                    | Infonet              | 66                   | 36                   | 19                   | 9                    | 8                    | 80                   | 44                   | 36                   | 61,1                 |                                                   |
| 6                    | Paide                | 35                   | 36                   | 9                    | 8                    | 19                   | 39                   | 67                   | −28                  | 32,4                 |                                                   |
| 7                    | Tammeka              | 28                   | 36                   | 7                    | 7                    | 22                   | 37                   | 83                   | −46                  | 25,9                 |                                                   |
| 8                    | Narva Trans          | 28                   | 36                   | 6                    | 10                   | 20                   | 37                   | 79                   | −42                  | 25,9                 |                                                   |
| 9                    | Jõhvi Lokomotiv      | 18                   | 36                   | 4                    | 6                    | 26                   | 35                   | 115                  | −80                  | 16,7                 | Play-off de Rebaixamento                          |
| 10                   | Tallinna Kalev       | 12                   | 36                   | 3                    | 3                    | 30                   | 21                   | 146                  | −125                 | 11,1                 | Zona de rebaixamento à Esiliiga em 2015           |

### Premiação
| Campeão                      |
| ---------------------------- |
| Levadia Tallinn (9.° título) |

## Play-off
| 16 de novembro    | Viljandi | 0 — 0 | Jõhvi Lokomotiv | Viljandi |
| 13:00 EET (UTC+2) |          |       |                 |          |

| 22 de novembro    | Jõhvi Lokomotiv | 1 — 1 | Viljandi | Kohtla-Järve |
| 13:00 EET (UTC+2) |                 |       |          |              |